# König-Wilhelm-Stollen (Wennigsen)
Der König-Wilhelm-Stollen ist ein ehemaliger Bergwerksstollen im Deister bei Wennigser Mark, einem Ortsteil von Wennigsen in der Region Hannover.

## Geschichte
Im Deister ist schon im Jahr 1639 der Betrieb eines Kohlebergwerks nachweisbar. Im 19. Jahrhundert kam es an vielen Stellen zur Anlage neuer Bergwerke zur Förderung der in bis zu 100 cm mächtigen Flözen anzutreffenden Wealdenkohle.

## Königlicher Sürsserbrinker Stollen
Der Schleifbach markiert am Rand des Deisters die Grenze zwischen den Hängen des Süerser Brinks in der Gemarkung Wennigsen und des Kniggenbrinks in der Gemarkung Egestorf. Am Rand des Süersser Brinks entstand im Jahr 1823 ein Kohlebergwerk. Der auf Königlich Hannoversche Rechnung betriebene Königliche Sürsserbrinker Stollen oder einfach der Neue Stolln wurde später nach dem Monarchen Wilhelm IV. König-Wilhelm-Stollen genannt.
Während im Ende des 18. Jahrhunderts angelegten Oberen Suerserbrinker Stollen bereits Kohle aus dem 6 Zoll mächtigen zweitobersten von sieben am Süerser Brink nachgewiesenen Flözen abgebaut wurde, erreichte das durch den Neuen Stolln erschlossene Hauptflöz eine Mächtigkeit von 16 Zoll. Der Neue Stolln wurde schon im Jahr 1826 als ernsthafte Konkurrenz der schaumburgischen Bergwerke eingeschätzt, da seine Fördermenge zu einem fallenden Kohlepreis im von beiden Seiten belieferten Gebiet um Rodenberg in der Landgrafschaft Hessen-Kassel geführt hatte.
Die Kohle wurde in den Streben in Schlepptrögen mit 5 Kubikfuß Inhalt transportiert. In den Strecken und Stollen bewegten jeweils zwei Männer je 10 Balgen Kohle mittels einer englischen Wagenförderung auf hölzernen Gleisen. Über Tage wurde die Kohle zu einem Umschlagplatz am Georgsplatz gebracht, wozu ab 1875 eine Pferdebahn eingesetzt wurde. Wenig später führte diese auch zu einer Verladerampe an der Deisterbahn beim Bahnhof Egestorf.
Die Förderung über den alten König-Wilhelm-Stollen wurde 1891 endgültig eingestellt und sein Flöz vom Stollen des staatlichen Bergwerks aus ausgebeutet.

## Neuer König-Wilhelm-Stollen
Im Jahr 1890 wurden die Kohleförderrechte des zwischenzeitlich stillgelegten benachbarten Kniggenbrinker Steinkohlenbergwerks vom preußischen Staat übernommen. Schon seit 1887 bestand zu diesem ein Durchschlag vom benachbarten staatlichen Kohlebergwerk mit dem Egestorfer Stollen im Stockbachtal.
Die Stollen, Schächte und die Hauptförderstrecke des ehemaligen Kniggenbrinker Bergwerks wurden modernisiert und die Förderung über den in König-Wilhelm-Stollen umbenannten früheren Eisenbahn-Stollen wieder aufgenommen. Im Jahr 1901 wurde die Förderung dieses neuen König-Wilhelm-Stollens eingestellt.

## Spuren
Die übertägigen Bauten des alten König-Wilhelm-Stollen sind heute weitestgehend verschwunden. Außer der Bergehalde findet sich noch der Rest einer Stützmauer. Das Mundloch ist eingefallen.

## Sonstiges
Im Jahr 1880 wohnten 126 der 291 Bergleute der verschiedenen staatlichen Egestorfer Bergwerke und weitere des Kniggenbrinker Bergwerks in Wennigsen. Um sich den langen Weg zur Arbeitsstelle zu verkürzen, bauten ab 1875 einige von ihnen Häuser an der äußersten Gemarkungsgrenze Wennigsens zu Egestorf. Aus dieser Bergarbeitersiedlung entstand der heutige Wennigser Ortsteil Wennigser Mark.

## Belege
1. 1 2 3 4  
Egestorf: Bergbau. www.barsinghausen.de, abgerufen am 22. Februar 2017.
2. ↑  
Schunke, Carl Martin & Breyer, Georg Heinrich: 14. Die auf Hannoverschem Gebiet errichteten Bergwerke und ihre Konkurenz (sic!) sowie das isolierte Kohlenfeld in dem hessischen Teile des Deisters. (pdf; 1,88 MB) in Der Schaumburger Bergbau ab 1386 und von 1614 bis 1900. Arbeitskreis Bergbau der Volkshochschule Schaumburg, Dezember 2011, S. 181–183, abgerufen am 17. September 2016.
3. ↑  
Infotafel König-Wilhelm-Stollen des Fördervereins Besucherbergwerk Klosterstollen Barsinghausen e. V., gesehen am 3. September 2016